# Wintu
I wintu sono un gruppo etnico del Nord America.

## Distribuzione
Vivono nella California centro-settentrionale e sono raggruppati in villaggi (dai 30-40 ai 150-200 abitanti).

## Cultura
Uno dei pochi popoli americani rimasti a livello della caccia (lepri, orsi, roditori, cervi, uccelli, cavallette), pesca (salmone e diversi pesci del fiume) e della raccolta (ghianda). Sono capaci di immagazzinare degli alimenti per la stagione invernale. 
In modo rudimentale conoscono la specializzazione in mestieri: persone particolarmente abili nella manifattura di armi e di strumenti di cui tutti hanno bisogno, si dedicano esclusivamente a tale attività, ricevendo in cambio i prodotti dei cacciatori e pescatori. Il baratto è la principale forma di commercio, anche se esiste una moneta (conchiglie che i soli uomini portano da ornamento).
Per quanto riguarda la struttura sociale, esiste un capo e la sua carica è fondata più sul prestigio personale che non su leggi precise, solitamente è ereditaria ma condizionata dal consenso di tutto il gruppo. I principali requisiti della carica sono: il saper parlare bene e un comportamento affabile con tutti i membri del villaggio. L'autorità del capo non è del tutto precisa poiché esistono capi di villaggi singoli ma anche capi la cui autorità è ammessa in più villaggi. Il capo è esonerato dal lavoro, inoltre amministra anche la giustizia.

## Religione
Essa accompagna la vita quotidiana dei wintu. Alcune pratiche di caccia sono circondate da precauzioni religiose. 
Es. Il cervo morto viene scuoiato fuori dalle abitazioni e fatto passare nelle case attraverso un foro apposito, per evitare che l'ingresso normale, che a causa del suo uso quotidiano possa essere contaminato, possa a sua volta contaminare la carne; per ogni parte dell'animale è stabilito chi possa e chi non debba mangiarne determinate parti.
Per quanto riguarda l'orso, i wintu evitano addirittura di nominarlo, sostituendo il termine orso con altri termini ed evitano di parlare della caccia all'orso, per es. Dicono "andiamo a incontrare orsi"; prima della caccia chiedono, agli sciamani, profezie relative all'esito. La carne dell'orso viene consumata sul posto mentre la preparazione della pelle è accompagnata da preghiere e da danze che imitano l'animale.
la pesca del salmone, importante per la loro sussistenza, non è particolarmente ritualizzata, ma vanno comunque rispettati certi "tabù". Ad es. Nelle case da pesca è vietato l'ingresso alle donne, prima della pesca si osservano i presagi. 
D'inverno, quando l'attività è minore i giochi ricoprono anche aspetti religiosi. Ad essi non possono partecipare persone del sesso opposto, e per ottenere successo in questi, si ricorre un contatto con il sovrumana attraverso digiuni e certi tipi do astinenze. 
Anche i wintu conoscono i riti di passaggio che servono, prima ad escludere e poi a reintegrare i soggetti che creano "disordine" nella comunità. 
Mentre per gli uomini l'entrata in società è caratterizzata da sole due cerimonie, il primo orso ucciso e il primo salmone pescato, per le femmine esiste un vero e proprio rito iniziatico: questo rito viene celebrato al momento della prima mestruazione, per quanto possa sembrare un rito privato che serva a superare la fase della pubertà, a causa dei tabù alimentari, il divieto di sonno di cinque giorni e l'istruzione della ragazza, altri momenti del rituale ne esaltano l'aspetto pubblico: i giovani del villaggio danzano, il capo invita per una festa i villaggi vicini. Anche i tatuaggi vengono applicati solo alle donne.
I riti funebri consistono nel rimuovere il cadavere dall'abitazione attraverso un'apposita apertura (questa volta per una ragione opposta a quella della carne del cervo, per non contaminare l'entrata principale), si distruggono le proprietà del morto (altrimenti lo spirito del morto, intrinseco negli oggetti a lui appartenuti, rimarrebbe nel villaggio) e viene posto il tabù della parola al suo nome.
I fatti religiosi dei Wintu sono legati allo sciamanesimo. In questo caso si tratta di un'istituzione pubblica: infatti era il capo ad indire una cerimonia d'iniziazione sciamanica a cui partecipavano candidati che, attraverso sogni o segni particolari, avevano percepito la loro vocazione sciamanica.
La cerimonia consisteva in danze estenuanti, alla fine la maggior parte dei candidati rinunciavano rimando così solo in pochi. Un sibilo annunciava l'arrivo di uno spirito che se trovava un soggetto adatto, entrava in lui attraverso l'orecchio. Allora il candidato cadeva a terra e continuava a danzare in estasi fino al collasso, quando gli usciva sangue dalla bocca e dal naso; successivamente doveva osservare un digiuno di cinque giorni e attendeva istruzioni di sciamani più vecchi. Alla fine di questa seconda parte veniva celebrata una seconda riunione sciamanica pubblica, al termine della quale il candidato diventava sciamano a pieno titolo. Oggi questo tipo d'iniziazioni non esiste più, sono per lo più in forma individuale. Lo sciamano cura gli ammalati: in stato di trance, indotto o psicologicamente o attraverso sostanze apposite; massaggiando e succhiando estrae dal corpo ciò causerebbe la malattia.
Nei casi più gravi, quando l'ammalato è già stato abbandonato dall'anima, lo sciamano si lancia in danze estetiche, comportandosi come un pazzo, correndo fuori dall'abitazione, cadendo e perdendo i sensi, viene riportato poi in casa e quando riprende coscienza restituisce l'anima all'ammalato.
Lo sciamano Wintu è anche 'profeta', qualsiasi guarigione inizia con profezie e canti ancor prima della "diagnosi".
Allo sciamano si chiedono l'esito della caccia o di una guerra, lo sciamano può pronunciare anche profezie sulla fine del mondo. 
Sciamano può diventarlo l'uomo comune, attraverso uno sviluppo psichico. In secondo luogo se è aiutato da spiriti presenti in certi luoghi sacri accessibili a tutti. 
I luoghi sacri per i wintu sono posti caratteristici della natura che si credono abitato da spiriti (animaleschi- coyote, orso grigio ecc.). Le donne devono evitare questi luoghi, gli uomini ci vanno in cerca della protezione sovrumana per essere protetti durante la caccia. Essi arrivati nel posto sacro si denudano digiunano e osservano i propri sogni per capire se hanno acquisito qualche spirito tutelare. 
I wintu recitano preghiere, ma il destinatario non ha alcun culto al di fuori della preghiera. Essi praticano anche qualche sacrificio: vedendo in turbina di vento, e credendo che sia lo spirito di un morto, essi vi gettano del cibo per allontanarlo; offerte alimentari vengono anche depositati nei luoghi sacri.
Nella loro mitologia una figura importante è Olelbis ("colui che è lassù"); il creatore non ha alcun culto. 
Come antagonista animalesco al creatore appare il Coyote (lupo della prateria).
Olelbis voleva creare un mondo paradisiaco, un'umanità immortale ma Coyote causa la formazione delle condizioni dell'esistenza attuale, diventando luo stesso il primo morto.
Nella mitologia spesso il Coyote rappresenta un 'trickster' dove attraverso scene comiche crea il mondo. 
Nei wintu è anche patrono del gioco d'azzardo; soloni suoi luoghi sacri sono accessibili anche alle donne.